# Tirimioara, Mureș
Tirimioara este un sat în comuna Crăciunești din județul Mureș, Transilvania, România.

## Imagini

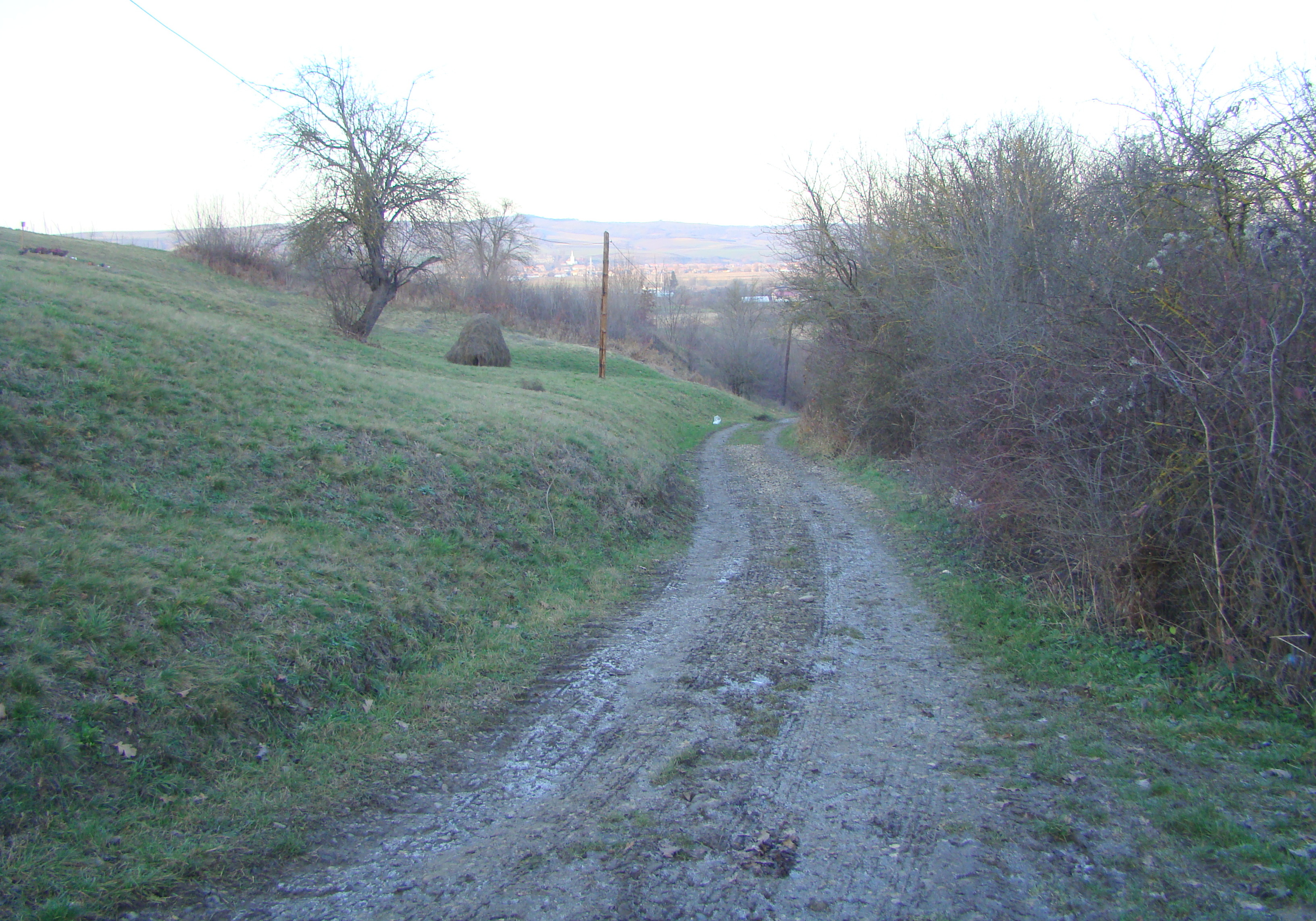
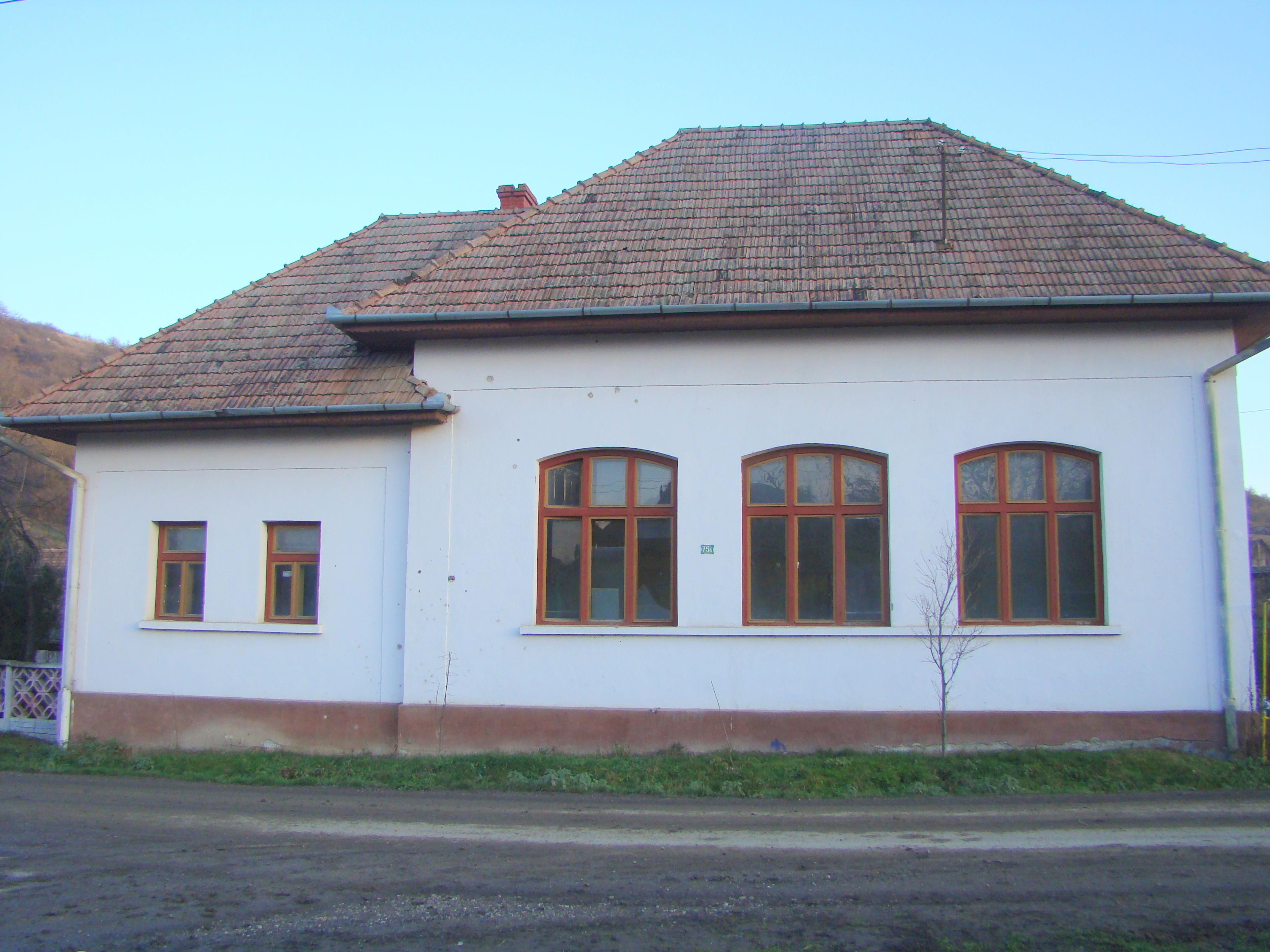
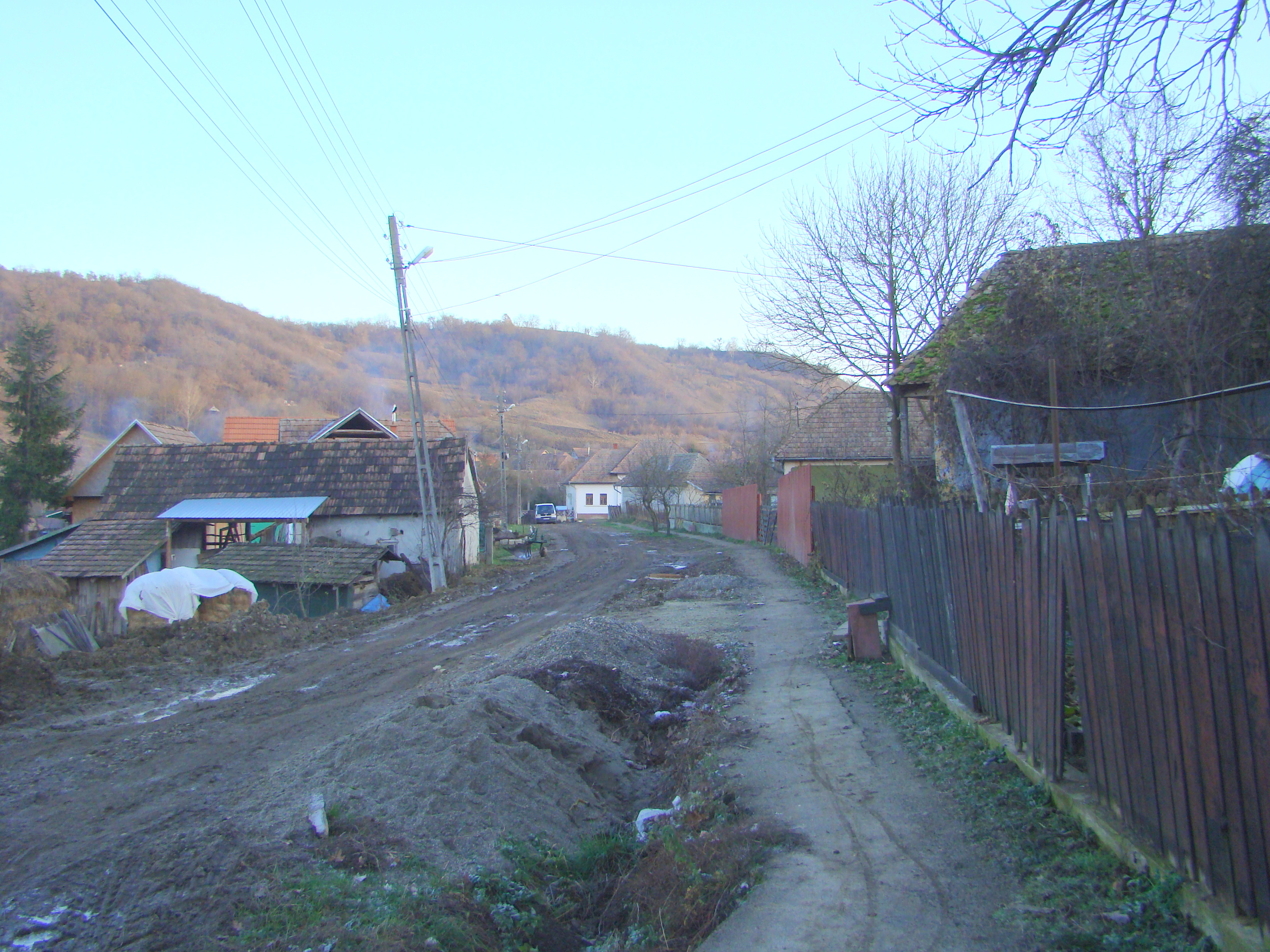
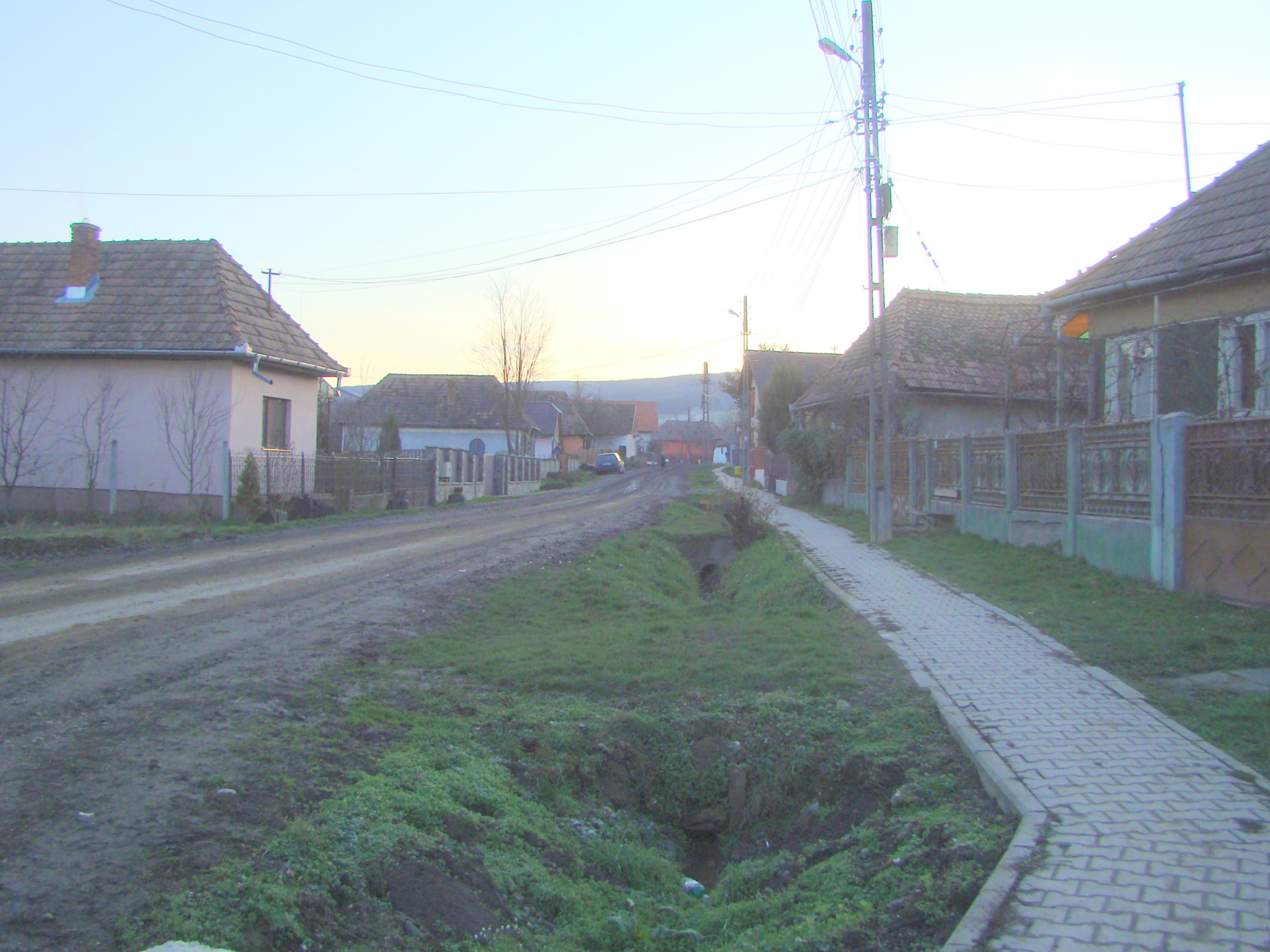
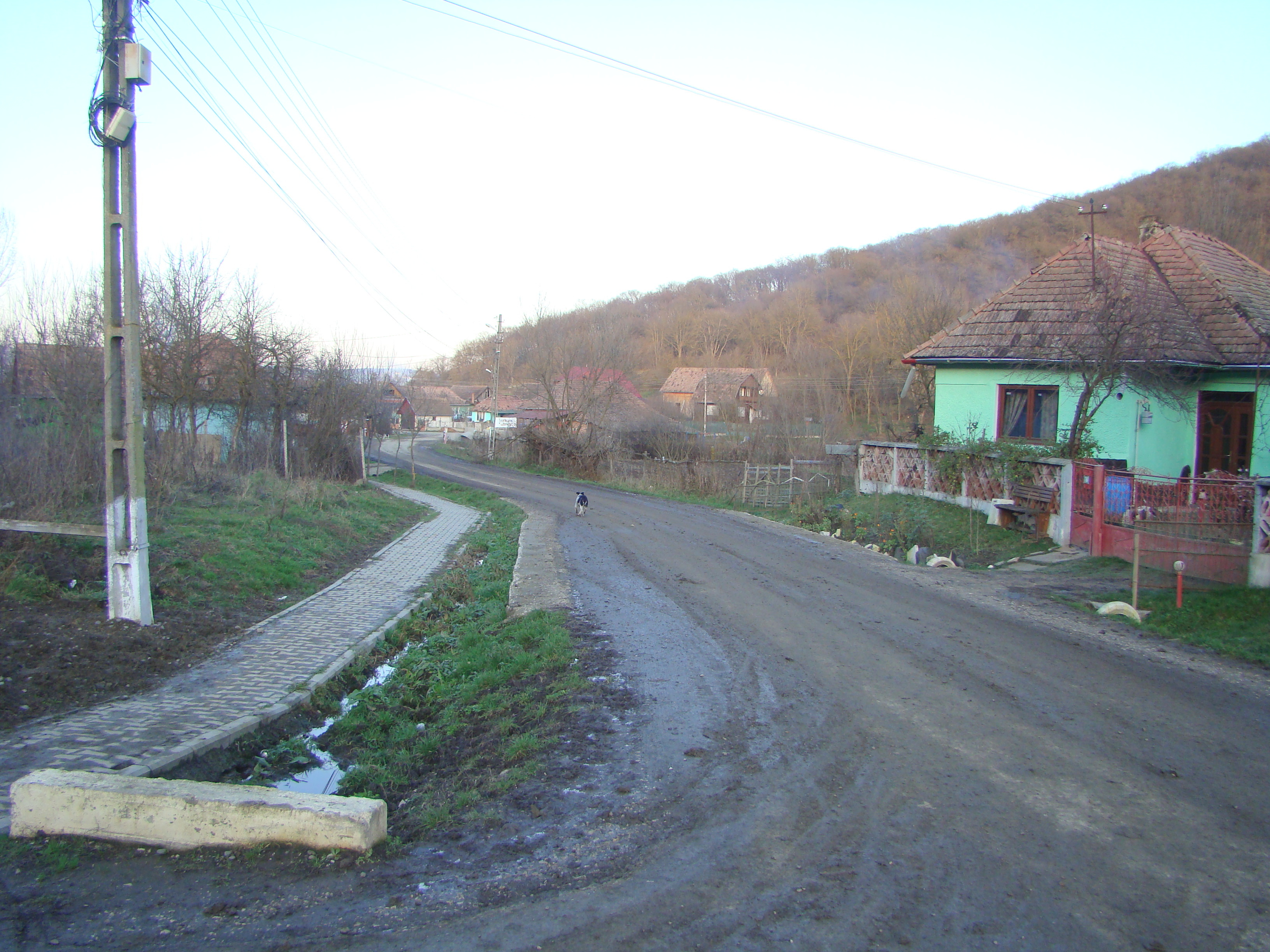
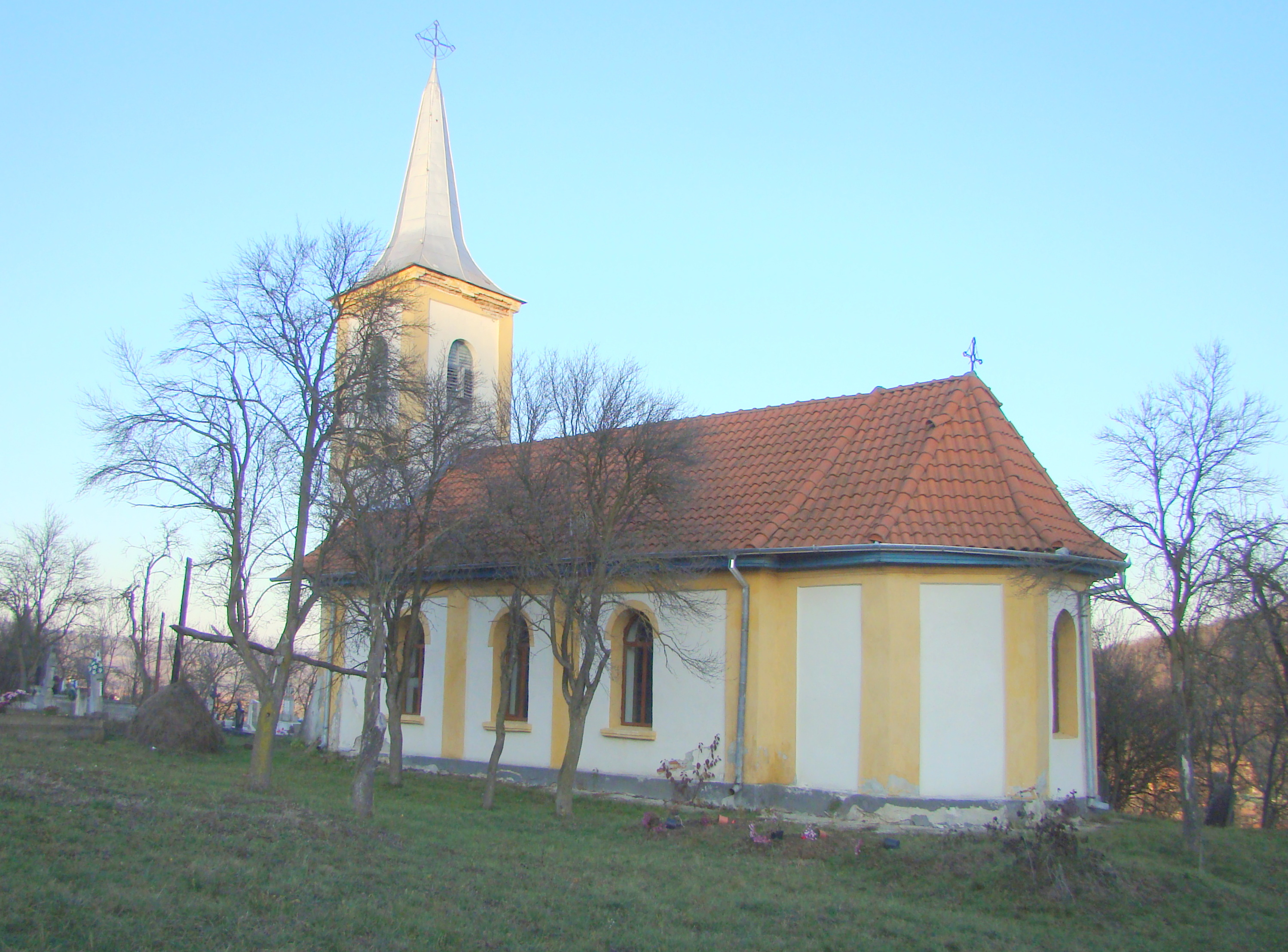
Biserica ortodoxă
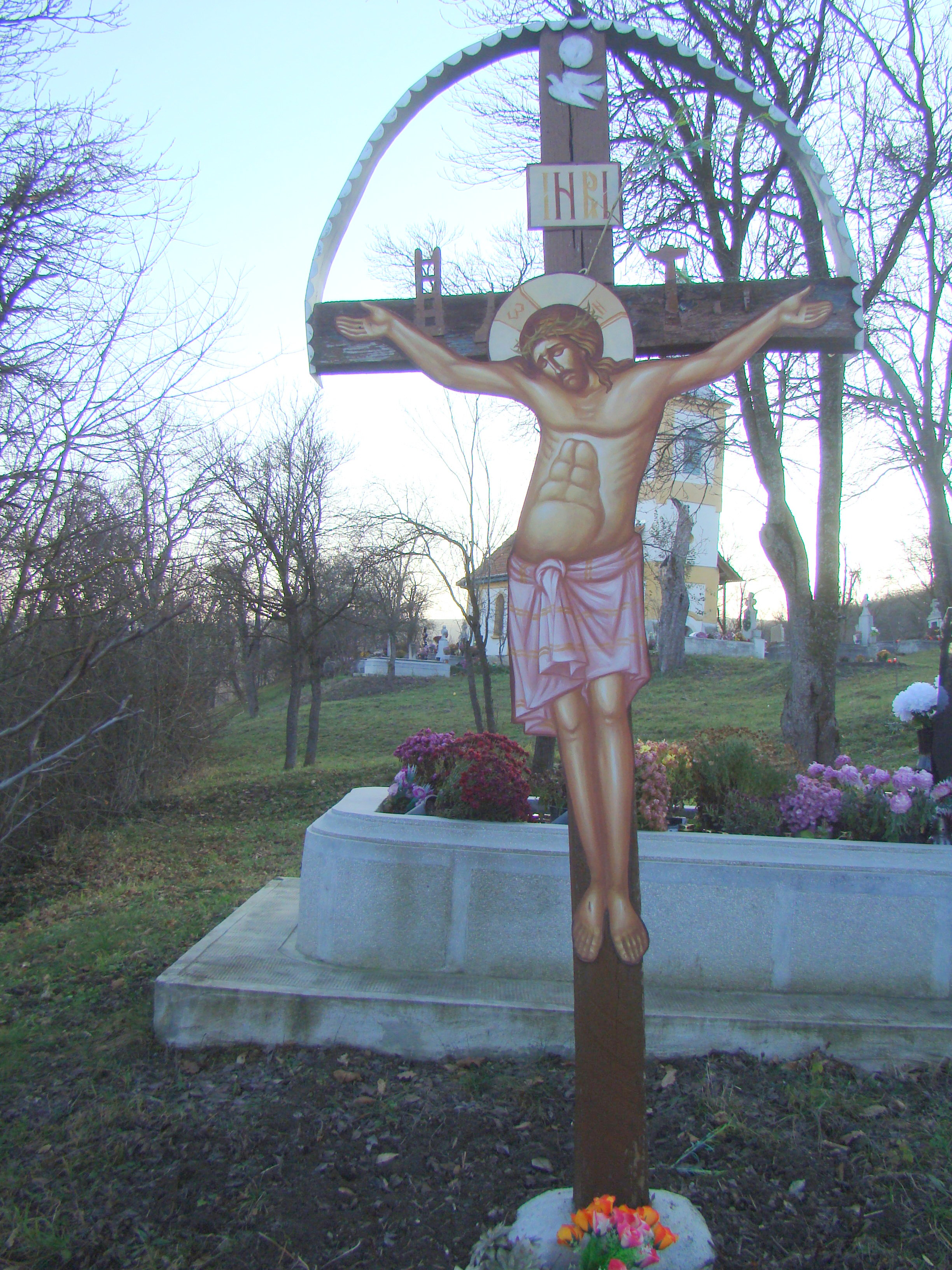
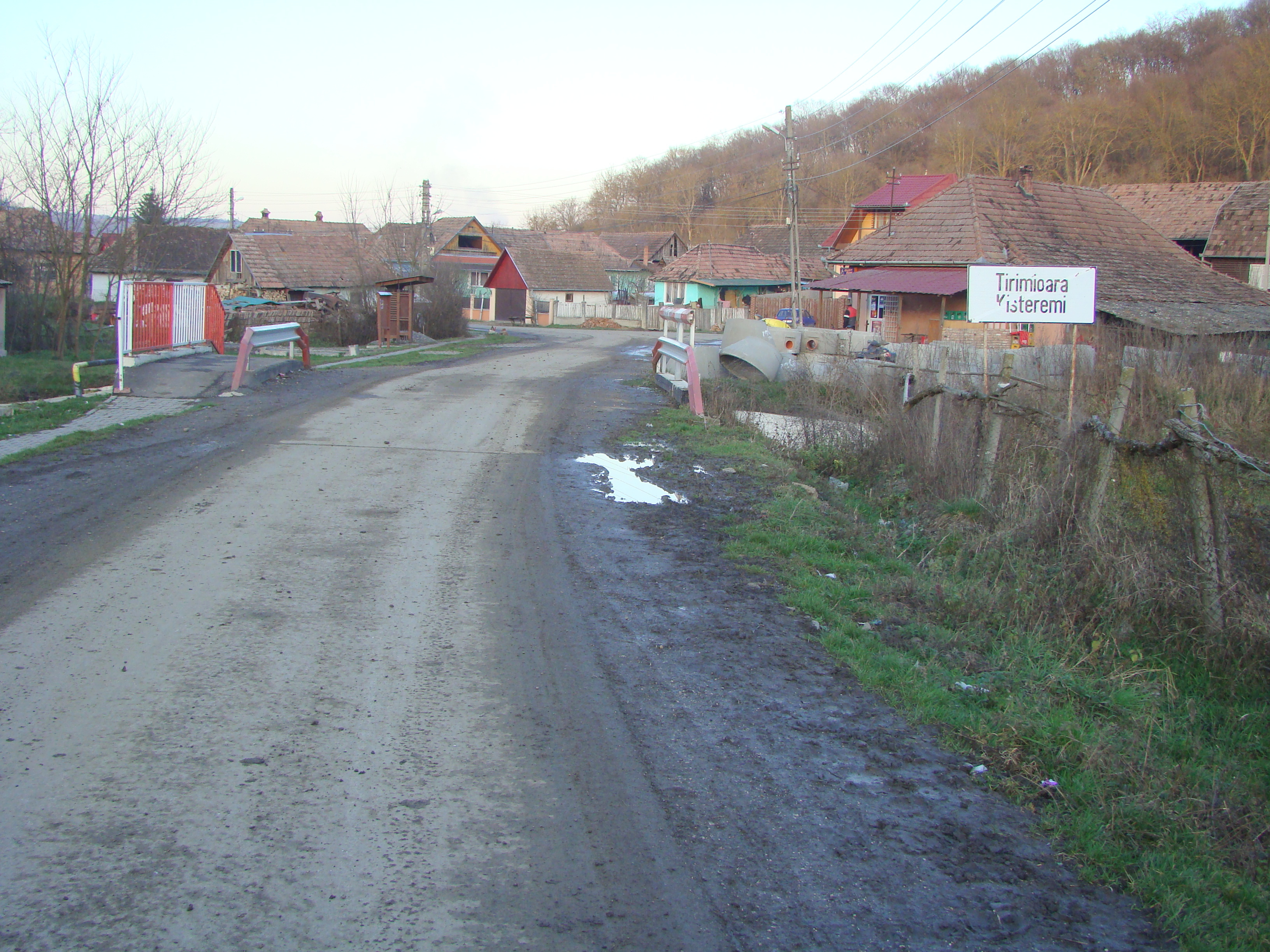
Ieșirea din localitate spre Cinta